# 朴相駿
朴 相駿（ぼく そうしゅん、パク・サンジュン、朝鮮語: 박상준、1878年3月（高宗13年 / 明治9年）　- 1945年（昭和20年）9月2日）は、明治から昭和にかけての大韓帝国の官吏、朝鮮総督府官僚、貴族院議員。本貫は密陽朴氏。日本名は朴澤相駿（ぼくざわ そうしゅん）。

## 経歴
1878年に平安南道成川郡で生まれた。1899年に金城電報司主事に就任し、1900年に電務学堂に優等で合格した。その後殷山電報司主事を経て、平安南道江東郡郡守に任ぜられた。同時期に成川郡東明学校監察兼教師として、朝鮮での愛国啓蒙運動に参加し、太極学会、西北学会に参加した。以後、平安南道順川郡郡守、平原郡郡守を歴任し、1918年に日本によって土地調査事業が行われると平安南道土地調査委員会臨時委員に就いた。1919年に順川郡守を経て、1921年に平安南道参与官に任ぜられ、1926年に江原道知事に就任。1927年に咸鏡北道知事、1928年に黄海道知事に就いた。1929年に退官し、朝鮮総督府中枢院参議に就き、1945年6月まで務めた。1938年に経学院講士に、1940年に大提学に任命され、日本名の朴澤相駿へと創氏した。1939年に国民精神総動員朝鮮連盟評議員に選任され、太平洋戦争の資金調達のために発行された愛国債券の街頭売上運動や、戦争協力を要請する時局講演活動を行った。1941年8月に興亜報国団準備委員に選ばれた。1943年より、朝鮮での海軍志願兵への入隊を宣伝した。1945年4月3日に朝鮮勅選貴族院議員となったが、戦争終結後の同年9月2日に死去した。

## 死後
1945年9月15日に貴族院より弔辞が贈られた。2004年に韓国で成立した日帝強占下反民族行為真相糾明に関する特別法によって、親日反民族行為者に認定された。また、親日反民族行為者にも認定された。

## 栄典
- 1929年6月 - 勲三等瑞宝章[4]
- 1929年12月 - 正四位[4]